# 마차부자리 에타

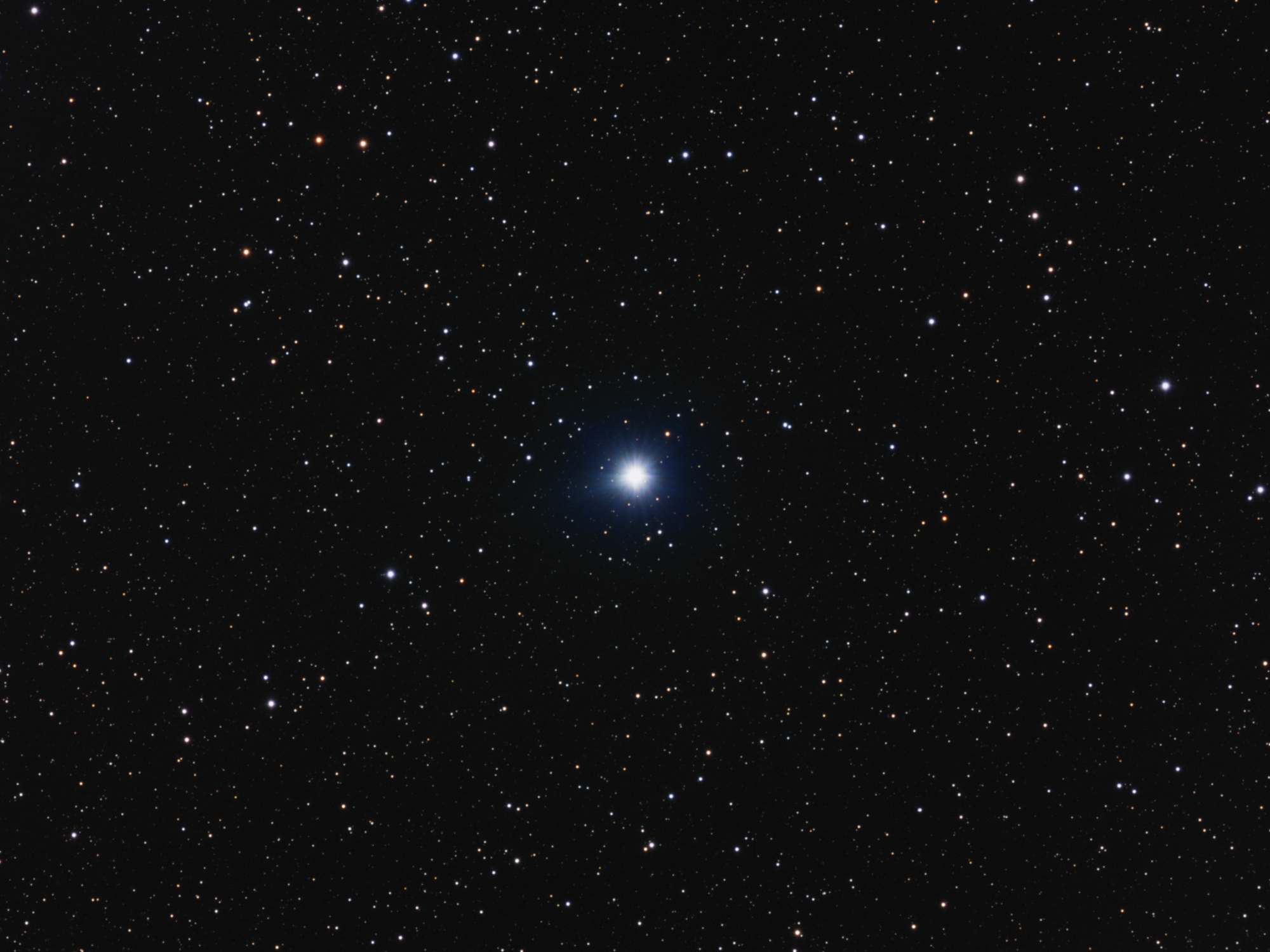

마차부자리 에타(Eta Aurigae)는 마차부자리에 있는 별로 지구에서 219광년 떨어져 있다. 엡실론 및 제타와 함께 에타는 '아이들'이라는 이름이 붙은 성좌의 한 일원이다. 이 성좌의 이름은 예전부터 불리던 라틴어 이름 호에두스 II(Hoedus II)에서 왔다.
에타는 B 분광형의 주계열성이다. 겉보기 등급은 +3.18이다.